# اصیل‌ها (فصل ۱)
اصیل‌ها یک سریال درام و ماوراطبیعی آمریکایی است که توسط جولی پلک برای سی دابلیو تولید شده است. این مجموعه آسپین آفی از سریال خاطرات خون‌آشام است و از شخصیت‌ها و عناصر داستانی مجموعه کتاب‌هایی با همین نام ساخته شده است. اولین فصل در ۳ اکتبر ۲۰۱۳ به‌طور ویژه به نمایش درآمد.
داستان فیلم در نیواورلینز است؛ جایی که خانواده مایکلسون‌ها و خون‌آشام‌های اصیل آن جا را ساخته‌اند. در اولین فصل، تمرکز بر کلاوس (جوزف مورگان)، الایژا (دنیل گیلیز) و ربکا (کلر هالت) است که متوجه شده‌اند هیلی مارشال (فیبی تانکین) از کلاوس ، دو رگه اصیل باردار است. بعد از برگشت به شهرشان می‌فهمند مارسل (چارلز مایکل دیویس) رهبری شهر را به عهده گرفته است. خانواده تلاش می‌کنند شهر را پس بگیرند. به علاوه این مجموعه حول ماجرای روابط آنها و دیگر موجودات ماورایی مانند جادوگران نیز می چرخد:)

## بازیگران
| - جوزف مورگان درنقش کلاوس مایکلسون - دنیل گیلیز درنقش الایژا مایکلسون - کلر هالت درنقش ربکا مایکلسون - فیبی تانکین درنقش هیلی مارشال - چارلز مایکل دیویس درنقش مارسل جرارد - دنیلا پیندا درنقش سوفی دوراکس - لیه پایپس درنقش کامیل اوکانل - دانیل کمبل درنقش داوینا کلر - استیون کروگردرنقش جاشوا روسزا - اکا دارویل درنقش دیگو - استیون کروگر درنقش جاشوا روسزا - تاد استاشویک درنقش کیران اوکانل - الیس لوسک درنقش جنویو - شانون کین درنقش سابین لارنت/ سلست دوبیوس - کالارد هریس درنقش تیری ونچور - یاسمین البسطامی درنقش مونیک دوراکس - شانون یوبکنس درنقش بستیانا ناتال - سباستین روچه درنقش مایکل - چیس کلمن درنقش الیور - تاشا ایمز درنقش ایو - پتا سرجنت درنقش فرانسیسکا کوریا - نیتان پارسونز درنقش جکسون کنر - رینی برنچ درنقش سلست دوبیوس - کرن کایا لیورز درنقش اگنس - ابری دیونی و الکسا ییمس درنقش ابیگیل | - مایکل تروینو درنقش تایلر لاکوود - اویسو اودرا درنقش پاپا تونده - مت کابوس درنقش شین اوکانل - جسی بوید درنقش کری - دیانا چیریتسو و ناتالی دریفوس درنقش کسی/ استر مایکلسون - مالایا ریورا درو درنقش جین-ان دوراکس - الکساندرا متز درنقش کیتی - شین کافی درنقش تیموتی - ناتائیل بازولیک درنقش کول مایکلسون - یوسف گیتوود درنقش وینسنت گریفیت/ فین مایکلسون - ایدن فلاورز درنقش جوانی کلاوس مایکلسون - پری کاکس درنقش جوانی الایژا مایکلسون - کالی مک کلینسی درنقش جوانی ربکا مایکلسون - مک کری مک کاسلند درنقش جوانی مارسل جرارد |

1. ^  Claire Holt is credited as a series regular up until episode 16. From episode 17 onwards she is no longer credited. She is credited as "also starring" in episode 22.

2. ^  Daniella Pineda is credited as a series regular up until episode 13. From episode 14 onwards she is no longer credited.